# Tatarska Autonomiczna Socjalistyczna Republika Radziecka
Tatarska Autonomiczna Socjalistyczna Republika Radziecka, Tatarska ASRR (tat. Татарстан Автономияле Совет Социалистик Республикасы, ros. Татарская Автономная Советская Социалистическая Республика) – republika autonomiczna w Związku Radzieckim, wchodząca w skład Rosyjskiej Federacyjnej Socjalistycznej Republiki Radzieckiej.
Tatarska ASRR została utworzona w 1920 r. Tworzenie autonomicznych jednostek terytorialnych dla mniejszości narodowych było częścią polityki tzw. korienizacji, tj. przyznawania autonomii mniejszościom narodowym zamieszkującym obszary dawnego Imperium, poprzednio dyskryminowanym i rusyfikowanym przez carat.
W 1990 r. Tatarska ASRR uzyskała status republiki związkowej, jednak szybko została zlikwidowana na fali zmian związanych z rozpadem ZSRR. Jej prawną kontynuacją jest autonomiczna rosyjska republika Tatarstan.
 Informacje nt. położenia, gospodarki, historii, ludności itd. Tatarskiej Autonomicznej Socjalistycznej Republiki Radzieckiej znajdują się w: artykule poświęconym Republice, jak obecnie nazywa się ta rosyjska jednostka polityczno-administracyjna